# Alaa Hamed
Alaa Hamed –en árabe, علاء حامد– (nacida el 23 de julio de 1994) es una deportista egipcia que compite en judo. Ganó una medalla de bronce en el Campeonato Africano de Judo de 2018 en la categoría de –78 kg.

## Palmarés internacional
| Campeonato Africano | Campeonato Africano | Campeonato Africano | Campeonato Africano |
| Año                 | Lugar               | Medalla             | Categoría           |
| ------------------- | ------------------- | ------------------- | ------------------- |
| 2018                | Túnez (Túnez)       | Medalla de bronce   | –78 kg              |